# Anglais malaisien
L' anglais malaisien (Malaysian English (My) ou Malaysian Standard English (MySE)) est une forme d'anglais utilisée en Malaisie comme seconde langue, voire par certains comme langue maternelle. L'anglais malaisien est distinct du Manglish, version créolisée du précédent.

## Caractéristiques
| Malaisien                                                                 | Anglais / Américain                               | Français                       |
| ------------------------------------------------------------------------- | ------------------------------------------------- | ------------------------------ |
| Handphone (ou HP)                                                         | Mobile phone or Cell phone                        | Portable                       |
| Malaysian Chinese / Malaysian Indian                                      | Chinese Malaysian / Indian Malaysian              | sino-malaisien, indo-malaisien |
| KIV (keep in view)                                                        | Kept on file, held for further consideration      |                                |
| Slippers                                                                  | Flip-flop (tongues)                               |                                |
| Outstation                                                                | Means both 'out of town' and/or 'overseas/abroad' | en déplacement                 |
| MC (medical certificate). 'He is on MC today' (il est arrêté aujourd'hui) | Sick note                                         | arrêt médical                  |
| Photostat                                                                 | Photocopy                                         | photocopie                     |
| Mee                                                                       | Noodles                                           | nouilles chinoises             |
| Aircond                                                                   | Air-conditioner                                   | climatisation                  |
| Remisier                                                                  | Broker                                            | courtier                       |

## Faux-amis
Liste de mots ayant un sens différent en anglais britannique et malaisien.
| Mot / Phrase  | Sens malaisien                                                                  | Sens britannique                                              | Français                   |
| ------------- | ------------------------------------------------------------------------------- | ------------------------------------------------------------- | -------------------------- |
| last time     | previously                                                                      | on the previous occurrence                                    | la fois dernière           |
| a parking lot | a parking space, e.g. "That new shopping mall has five hundred parking lots."   | a parking garage (from US English)                            | une place de parking       |
| an alphabet   | a letter of the alphabet, e.g. "The word 'table' has five alphabets."           | a set of letters used in a language                           | une lettre (de l'alphabet) |
| bungalow      | A mansion                                                                       | A small house or cottage                                      | une villa                  |
| to follow     | to accompany, e.g. "Can I follow you?" meaning "Can I come with you?"           | to go after or behind, e.g. "The police car was following me" | suivre, accompagner        |
| to send       | to take someone to somewher, e.g. a friend says "I'll send you to the airport!" | to take                                                       | emmener                    |